# アルバム

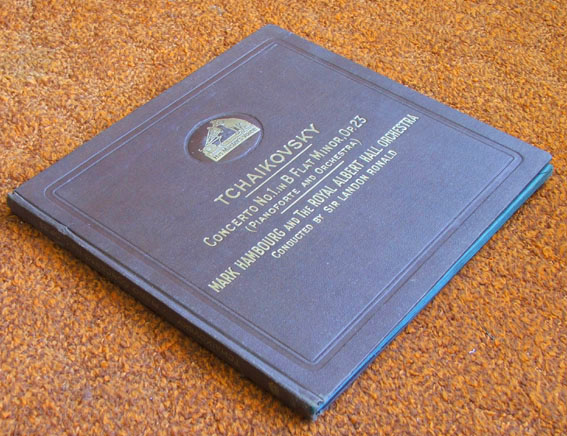
アルバムの装丁は写真用のアルバムを模していた

録音作品におけるアルバム（英語: album）は、複数の楽曲を収めた作品のこと。販売用の媒体としては、数曲を収録した小さな販売単位であるシングルと対比される表現である。（後節も参照）
多くはレコード、コンパクト・ディスク (CD) 、コンパクトカセット、DVDなどのメディアとして市場で流通する。ライブやコンサートの会場などで直接販売されたり、あるいはウェブサイトを通じてダウンロード販売されることもある。

## 由来と変遷について
レコードアルバム (英: record album) という用語は、20世紀前半までの、最大収録時間3分（10インチ盤）～5分（12インチ盤）のSPレコード（78回転盤、シェラック盤）が主流だった時代に、何枚かのレコードを写真アルバムに似せた収納ケース本の形で発売させたことに由来する。最初に「レコードアルバム」と呼ばれたレコード集は、オデオンレコードによって1909年にリリースされた、ピョートル・チャイコフスキーのくるみ割り人形を収録した4枚組である。価格は16シリングであった（2007年時点の通貨価値では約1万1,000円に相当）。
1948年にアメリカ合衆国のコロムビア・レコードから、ビニライト製の音溝を細くした、直径12インチにもかかわらず最大収録時間30分程度のLPレコード（33回転盤、ビニール盤）が生産された。「LP」は長時間再生 (Long Play) のアクロニム(頭字語)であり、その「長い」収録時間は、それまでの「レコードアルバム」のうちかなりのものを丸ごと収録することができた。従来の「レコードアルバム」を1枚のLPに収めたものだけでなく、新規に発売された複数曲収録のLPも「アルバム」と呼ばれるようになった。またディスクジャケットもアルバムに欠かせない要素であると考えられている。
CDの普及後は、ビニール盤のレコードは主要な形式としては使用されないが、「アルバム」という用語は、CD、コンパクトカセット、あるいはデジタルダウンロードの録音の集合に対して使われている。
CDが主流になる前にも、LP2枚組などで1時間前後のアルバムがあったが、CDが主流になった1990年代には、CDの容量をほとんど使い切った70分以上を収録するアルバムが盛んに制作された。2000年代になると、欧米ではCDの価格下落による収益の悪化やデジタルダウンロードの普及（一般的にCDよりもアルバムの単価が低い）などが要因となり、30分程度の非常に短いアルバム（ミニ・アルバム）も一般的となった。
日本においては再販売価格維持制度（再販制度）により価格下落は防がれているものの、様々な要因によりCDアルバムの売上が低下している。そのため、アルバムに付加価値をつける試みが多く行われる。一例としてミュージック・ビデオを収録したDVDを付属して発売する場合がある。このような高付加価値化は日本国外でも行われている。
2015年7月10日から、各国でばらばらだったアルバムとシングルの発売日が金曜日に世界統一された、しかし日本国内ではその限りではない。

## シングルとの違いについて
CDなどの新しいメディアが大容量であることから「アルバム」の定義として、収録時間の長さがどの程度のものを指すのかが議論となる。UKシングルチャートでは、4トラック以上または収録時間の合計が20分を超えるものを「アルバム」としている。
日本のオリコンチャートでは、ポップスではリミックス（バージョン違い）などを除くオリジナル曲が5曲（5トラックではない）以上のものを「アルバム」としている。これを利用して、シングルに同じ曲のリミックスを多数収録し、お買い得感や話題性を出すことがある。一方で日本レコード協会は、リミックスを含む収録曲が3曲（カラオケは除く）以内かつ定価が1,600円以下のものをシングル、その他をアルバムとしている。
EPについては、「シングル」とみなすか「アルバム」とみなすかは解釈が分かれる。
また、曲数はディスクごとではなくパッケージで数えるため、シングルのボックスセットは「アルバム」とみなされる。クラシック音楽などでは、1曲でも収録時間が長ければ「アルバム」とみなされる。

## 既発表曲の収録について
日本においては、シングルのメイン曲やカップリング曲（メイン曲以外の収録曲のこと）を改めてアルバムにも収録するケースがあるが、これは1970年代以降の英米ではあまり見られない慣例である。これは、日本では先に数曲のシングルを発売したあと、その期間の集大成のような形でアルバムが出されるのに対し、英米では先にアルバムがリリースされ、そこから一定間隔を置いてシングルカットしていく（先行シングルは大抵1・2曲が限度である）という違いから来るものである。英米ではシングルのカップリング曲はアルバム未収録の新曲（没曲など）や表題曲のリミックスを収録することが一般的である。日本においてカップリング曲をアルバムに収録しない場合は、アルバム発売後でもシングルの価値をある程度保つなどの意図が考えられる。ただし、カップリング曲のみ収録し、表題曲は収録しないアルバムも存在する。
また、日本でシングル曲（メインとなる表題曲のこと）をアルバムに収録する場合、リミックスを施す、イントロ（最初）やアウトロ（最後）を変える等の「アルバム・バージョン」として収録することもある。特にシングルがアルバムと同時発売の場合、シングルの価値低下を防ぐため、アルバムにはバージョン違いを収録することが多く見受けられる。リカットシングルにおいても、アルバムとは異なるバージョンで発売されることもある。

## アルバムの種類について
スタジオ・アルバム
- レコーディングスタジオで制作された音楽アルバム。いわゆる一般的に「アルバム」と呼ばれるもの。通常、リミックスなどはボーナストラックを除き含まれない。稀に録音機材を持ち込んでスタジオ以外の建物や屋外で録音したりする場合もある。
- 収録曲のすべてが、そのアルバムのために新たにスタジオでレコーディングされた「新曲」を中心に構成されたスタジオ・アルバムは「オリジナル・アルバム」とも呼ばれる。

ライブ・アルバム
- コンサート会場などで、観衆の前で演奏された音源を収録した音楽アルバム。収録曲はスタジオ・アルバムで収録された音源とは異なる生演奏であり「ライブ音源」と呼ばれる。

スタジオ・ライブ・アルバム
- 音楽家が通常コンサートホールやライブハウスなどで行うステージさながらの演奏を、リハーサルスタジオなどで行い、その音源を収録した音楽アルバム。放送局のスタジオで少人数の観客を前にしたライブを行う場合もある。全演奏家がスタジオで一斉に演奏したものをいわゆる「一発録り」で録音する場合が多い。
- 近年は映像を放送・配信・商品化することを目的に録画・録音したものから、音声のみを収録したものも増えている。

セルフタイトル・アルバム
- 音楽家の個人名やグループ名をそのままタイトルにした音楽アルバム。主にデビュー・アルバムやベスト・アルバムなど、その音楽家にとって「その作品が特別な作品である」という理由で使用することが多い。

ベスト・アルバム
- 特定の音楽家やグループの過去のヒット曲や代表曲を集めたアルバム。既発表のシングル曲のみで構成されたベスト・アルバムは「シングル・コレクション」などと称することがある。また、あえて未発表曲を収録したり、ベスト・アルバム用に新曲を数曲用意する場合もある。

ソロ・アルバム
- バンドや音楽ユニットなどで活動している音楽家が、個人 (solo) 名義でリリースする音楽アルバム。

### カバーによるアルバム
カバー・アルバム
- 既発表の楽曲を、作者以外の音楽家が新たに演奏・歌唱した音源（カバー）で構成された音楽アルバム。カバーする側の技量に重点が置かれて制作されることが多い。
- 一人の音楽家が一人もしくは複数の音楽家の楽曲をカバーする場合と、複数の音楽家が特定の音楽家の楽曲をカバーする場合がある。

セルフカバー・アルバム
- 他の音楽家に提供した楽曲を、作者本人が自分自身で演奏、歌唱した音源を収録した音楽アルバム。
- 広義では、音楽家が自ら演奏し発表した楽曲（必ずしも自作とは限らない）を改めて録音し直した、リメイク音源を収録した音楽アルバムも含まれる。

リミックス・アルバム
- 複数の既存のオリジナル曲を、その音楽家本人もしくは他の音楽家がリミックスして新たな楽曲を生み出し、それらを収録した音楽アルバム。
- オリジナル・アルバムをまるごとリミックスしたものや、特定の音楽家やグループのリミックス曲、もしくは複数の音楽家のリミックス曲で構成されたコンピレーション・アルバムなどがある。複数の楽曲をサンプリングしてメドレーにしたメガミックスを収録したものもある。

トリビュート・アルバム
- 功績のある人物やグループ（必ずしもミュージシャンとは限らない）への称賛として捧げる (tribute) ために制作する音楽アルバム。
- 複数のアーティストが、対象となるオリジナルアーティストの楽曲をカバーした、コンピレーション・アルバムの形態を取ることが多い。

### 複数の音楽家によるアルバム
オムニバス・アルバム
- 複数の音楽家またはグループの音源をまとめた音楽アルバム。

コンピレーション・アルバム
- 特定のテーマや一定のコンセプトに基づいて集められた楽曲によって構成された音楽アルバム。多くの場合は、アルバム制作開始の時点で既発表の音源で構成されるが、未発表音源が含まれる場合もある。
- 多くの場合、様々な音楽家の曲を収録するが、特定の音楽家やグループの曲だけで構成されたものもある。

コンセプト・アルバム
- 特定のテーマで作られたそれぞれの楽曲を、一定のコンセプト（枠組み）によって構成している音楽アルバム。以前は「トータル・アルバム」と称していた。
- ストーリー仕立てや仮想のライブ、オペラ、ラジオ番組仕立てなどがある。

スプリット・アルバム
- 2〜3組の音楽家またはグループの、別々の音源を収録した音楽アルバム。
- オムニバス・アルバムやコンピレーション・アルバムは、多数の音楽家の多数の楽曲を収録するのが普通だが、スプリット・アルバムは、少数の音楽家やグループによるそれぞれの複数の楽曲を収録する点が異なる。

### 枚数による分類
ダブル・アルバム
- アルバム制作時にレコーディングされた楽曲の収録時間がディスク1枚の上限を超えている場合や、ベスト盤など多くの楽曲を収録したい場合に、2枚のディスクに分けて組み合わせた音楽アルバム。オリジナル盤にライブ盤やリミックス盤を同梱して2枚組にする場合もある。
- 3枚のディスクを1つの容器に入れたものは「トリプル・アルバム」という。

ボックスセット
- 複数枚のディスクを、1つの箱に同梱して1つのアルバム作品としてリリースしたもの。
- 特定の音楽家やグループの作品集、またはコンピレーション・アルバムの大規模なものとして制作される。

### 収録時間による分類
ミニ・アルバム
- シングルよりは収録曲数が多いが、全体の収録時間が短い音楽アルバム。

フル・アルバム
- 収録時間の短いアルバムがミニ・アルバムと呼ばれるのに対し、それ以外の音楽アルバムをフル・アルバム (full album) と呼ぶことがある。
- ミニ・アルバムとフルアルバムの違いには明確な規定はないが、レコード会社はおおよそ6曲前後までならミニ・アルバム、8曲前後からはフルアルバムと呼ぶことが多い。